# 2004 في كندا
فيما يلي قوائم الأحداث التي وقعت خلال عام 2004 في كندا.

## أحداث
- 14 أكتوبر – طيران إم كيه الرحلة 1602

## سياسة

### تعيين في المنصب
- 20 مارس – ستيفن هاربر زعيم المعارضة الرسمية [الإنجليزية]‏.
- 20 يوليو – ستيفان ديون وزير البيئة [الإنجليزية]‏.

## رياضة
- 1 يناير – بطولة فانكوفر المفتوحة
- 1 يناير – جائزة كندا الكبرى 2004 الفائز مايكل شوماخر.

## أفلام
من الأفلام التي صدرت هذه السنة في كندا:
- 1 يناير – الأخذ من إخراج افي لويس، ناعومي كلاين.
- 1 يناير – العنكبوت من إخراج ديفد كروننبرغ.
- 1 يناير – ريزدنت إيفل: آبوكاليبس من إخراج ألكسندر ويت.
- 1 يناير – هارولد وكومار يذهبان إلى مطعم القلعة البيضاء من إخراج Danny Leiner [الإنجليزية]‏.
- 16 مارس – صائد الأحياء من إخراج د. ج. كاروسو.
- 13 أغسطس – المفترس ضد ألين من إخراج بول أندرسون.

## برامج ومسلسلات وأنمي
- مغامرات فريد
- مارتن ميستري

## موسيقى

### ألبومات
من الألبومات التي صدرت هذه السنة في كندا:
- 25 مايو – أندر ماي سكين من غناء آفريل لافين.

## وفيات

### مارس
- 1 مارس – جيلبرت بلاس (مواليد 1920) فيزيائي كندي.

### يونيو
- 15 يونيو – جيمي أرنولد (مواليد 1932) مغني كندي.

### يوليو
- 22 يوليو – إيلي أبيل (مواليد 1920) صحفي من الولايات المتحدة الأمريكية.

### أكتوبر
- 1 أكتوبر – بروس بالمر (مواليد 1946) موسيقي كندي.
- 10 أكتوبر – آرثر روبنسون (مواليد 1915)
- 19 أكتوبر – كينيث ايفرسون (مواليد 1920)

### نوفمبر
- 30 نوفمبر – بيير برتون (مواليد 1920)